# Damian Wleklak
Damian Karol Wleklak (ur. 28 lutego 1976 w Malborku) – polski piłkarz ręczny, środkowy rozgrywający, reprezentant Polski. Srebrny medalista MŚ 2007 i brązowy medalista MŚ 2009. Od sezonu 2009/2010 występuje w Bundeslidze, w drużynie TSV GWD Minden.
Graczem Wisły Płock był od roku 2001 do 2007, wcześniej grał w Wybrzeżu Gdańsk. Z płockim klubem czterokrotnie zdobył tytuł mistrza kraju, a w 2005 Puchar Polski. W reprezentacji Polski rozegrał ponad 160 spotkań, w czasie MŚ 07 był zmiennikiem Grzegorza Tkaczyka. W 2007 roku przeszedł do austriackiej ligi piłki ręcznej.
5 lutego 2007 został odznaczony przez prezydenta Lecha Kaczyńskiego Złotym Krzyżem Zasługi.
W 2009 zakończył reprezentacyjną karierę. Pełnił w kadrze Polski funkcję asystenta Bogdana Wenty, a w 2012 (od kwietnia do września) tymczasowo prowadził reprezentację Polski razem z Danielem Waszkiewiczem.